# Vitis riparia
Vitis riparia Michx, también comúnmente conocida como River Bank Grape o Frost Grape, es una vid,  nativa de Norteamérica trepadora y rastrera, distribuida extensamente desde Quebec a Texas, y desde Montana a Nueva Inglaterra.

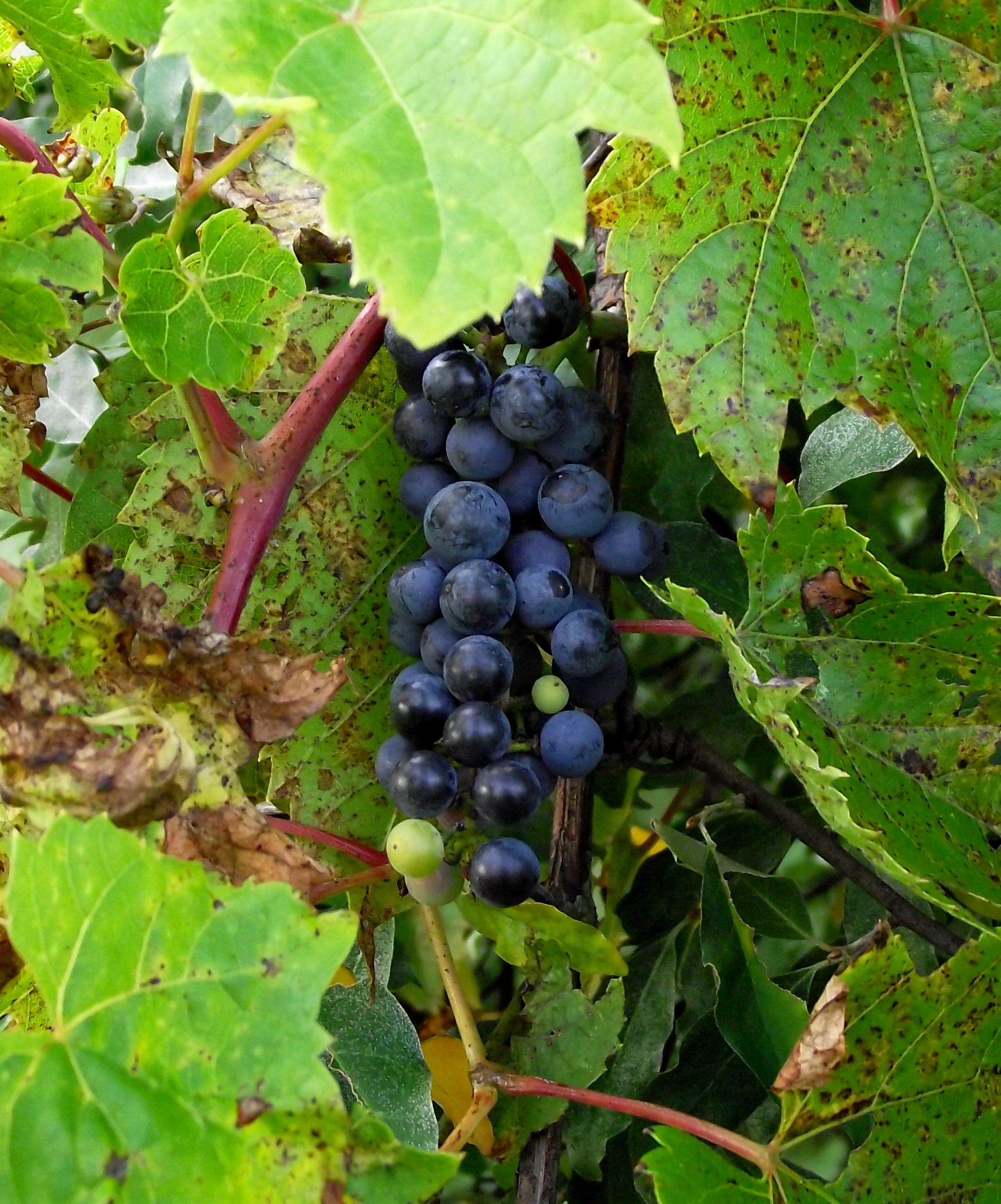
Frutos

## Descripción
Tiene una vida larga y es capaz de trepar hasta alcanzar el dosel forestal de los árboles más altos. 
Las parras maduras, tienen una corteza con fisuras con un diámetro de varios centímetros.
Las hojas son alternas, frecuentemente con zarcillos o inflorescencias, gruesamente dentadas, 2-10 in (5-25 cm) de largo y 2-8 in (5-20 cm) de ancho, a veces con pelos escasos y venas en el envés.
La inflorescencia es paniculada de 4 a 15 centímetros de largo y flojo, y las flores son pequeñas, fragantes, dioicas, y blancas o verdosas.
La floración Vitis riparia se produce en mayo o junio y produce una baya pequeña de 6 a 15 mm de color azul a negro.

## Variedades e hibridaciones

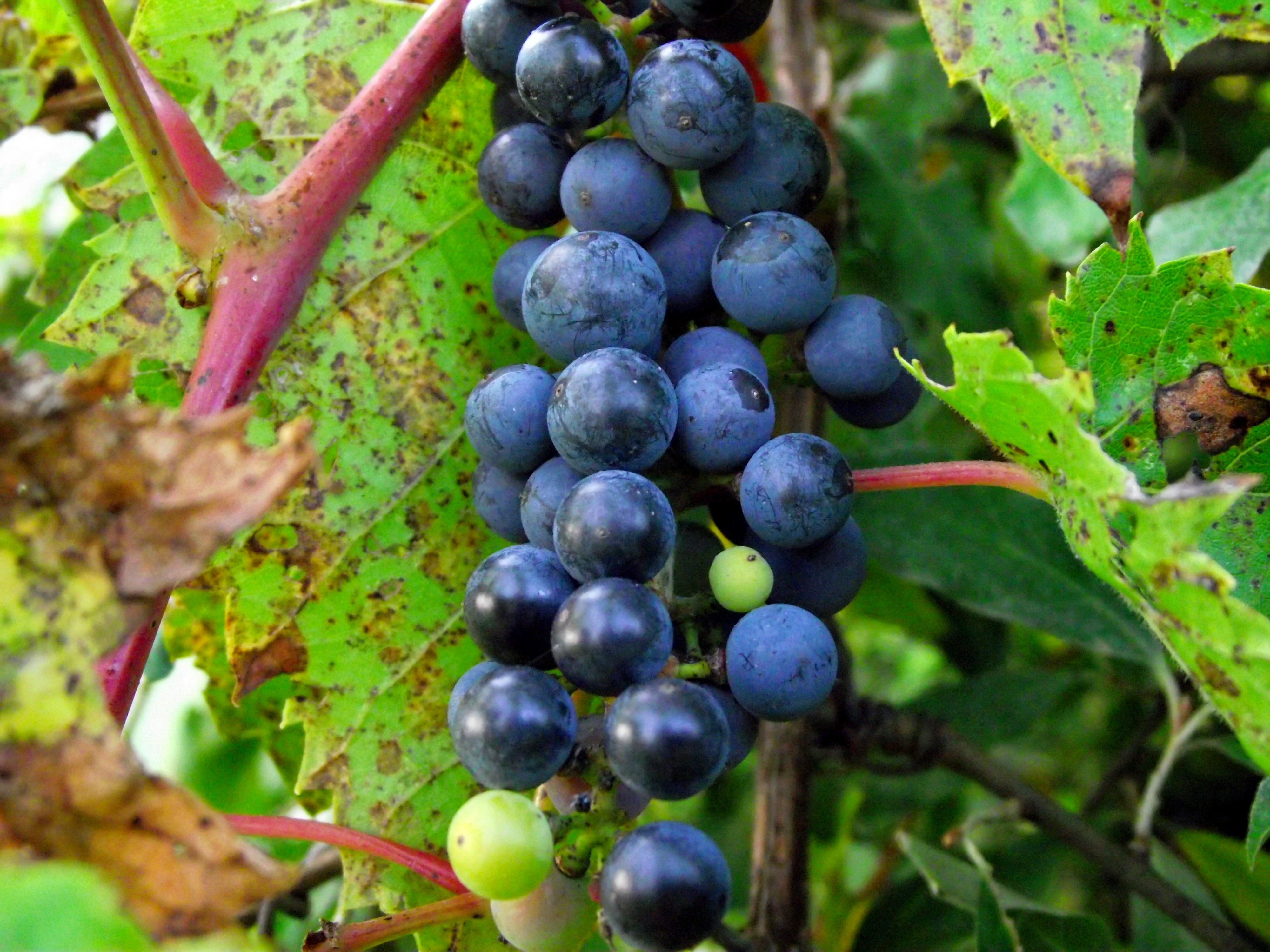
Frutos

Cultivada, produce una baya jugosa, comestible, con sabor herbáceo vinoso (no ácido), pero generalmente amargo. 
La Vitis riparia tiene una amplia gama de variabilidad y puede desviarse considerablemente de la descripción general antedicha. Las bayas pueden ser blancas, las flores perfectas, los racimos grandes, las bayas grandes, y la fruta dulce están entre las variaciones conocidas. Sin embargo, algunos observadores consideran las variaciones tales son la evidencia de la hibridación natural con la otra especie de uvas.

## Propiedades y Usos
Algunas Vitis riparia pueden soportar temperaturas de −45 grados Fahrenheit (−42 °C), su follaje es normalmente resistente al moho y a la  putrefacción negra de la uva, y las raíces resistentes a la filoxera. Las bayas sin embargo, son a menudo sensibles al moho y a la putrefacción negra si la vid se expone a condiciones mojadas y húmedas prolongadas.
Las uvas de Vitis riparia se utiliza a veces para hacer en casa sabrosas jaleas, mermeladas, y vinos. Se utilizan extensamente en programas para transferir los genes de la resistencia al frío y las enfermedades a los cultivares de parras productoras de uva para la fabricación de vino. El France's-Americans de uvas híbridas, es un ejemplo notable de estos programas.
Los híbridos de Vitis riparia, están siendo investigados por los programas de horticultura de la Universidad de Minnesota (el mismo programa que creó Honeycrisp de manzana) en un esfuerzo de hacer una uva de vino comercialmente viable que pueda sobrevivir en el clima de los estados del norte de los EE. UU..

## Ecología
Esta planta sirve de alimento a las larvas del lepidóptero Psychomorpha.

## Taxonomía
Vitis riparia fue descrita por André Michaux y publicado en Flora Boreali-Americana 2: 231. 1803.
Etimología
'Vitis; nombre genérico que es tomado directamente del Latín vītis, vitis, la vid, el sarmiento, vitis vinea siendo el vino
riparia: epíteto latíno que significa "en la orilla de los ríos".
Sinonimia
- Vitis cordifolia var. riparia (Michx.) A. Gray
- Vitis palmata Vahl
- Vitis vulpina Leconte nom. illeg.
- Vitis vinifera var. palmata (Vahl) Kuntze[4]